# Vadváltó
A vadváltó az a hely, ahol a vad kilép a takarásból. A vadváltók olyanok, mint az embernek az utcák, járdák, utak. Egy-egy váltót akár generációkon át is használnak a vadak. A legjobban megfigyelhető váltók sűrű fázisban, cserjésben, réteken, legelőkön figyelhetők meg. Vaddisznóhajtás alatt nem javasolt a váltókon menni, mert a visszatörő disznó azt fogja használni, és nem valószínű, hogy ki is kerüli az embert. Kirándulás, túrázás közben sem javasolt rátérni a váltókra, mert a pihenésben megzavart, riadt vad nem biztos, hogy kikerül minket. Az apró vadak váltóját is megfigyelhetjük mezőgazdasági területeken, nádasokban, folyók, patakok mentén. Gyakran keresztezik a vadváltók a forgalmasabb, kevésbé forgalmasabb közutakat is. Itt a vadveszélyre figyelmeztető jelzést tesznek ki.